# Dekanat kórnicki
Dekanat kórnicki – jeden z 43 dekanatów archidiecezji poznańskiej. 

## Parafie
- Parafia św. Wojciecha w Kórniku-Bninie (Bnin)
- Parafia Matki Bożej Królowej Rodzin w Borówcu (Borówiec),
- Parafia św. Katarzyny i Najświętszego Serca Jezusowego w Koszutach (Koszuty),
- Parafia Wszystkich Świętych w Kórniku (Kórnik, Pierzchno)
- Parafia św. Józefa Rzemieślnika w Robakowie (Robakowo)
- Parafia św. Marcelina w Rogalinie (Rogalin, Radzewice)
- Parafia św. Marcina w Śnieciskach (Śnieciska)
- Parafia Niepokalanego Serca Najświętszej Maryi Panny w Zaniemyślu (północny Zaniemyśl)
- Parafia św. Wawrzyńca w Zaniemyślu (południowy Zaniemyśl, Luciny)

Administracyjnie dekanat leży na terenie gminy Zaniemyśl, prawie na całym obszarze gminy Kórnik oraz na wschodzie gminy Mosina (parafia w Rogalinie), na północnym wschodzie gminy Śrem (Luciny) i na zachodzie gminy Środa Wielkopolska (Koszuty).

## Galeria

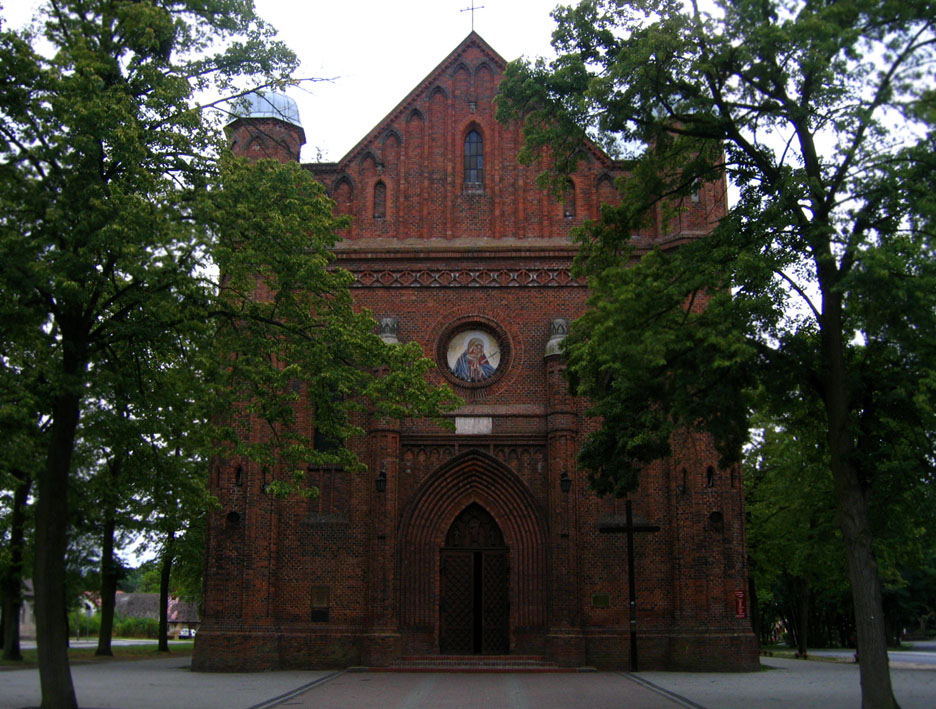
Kościół w Zaniemyślu
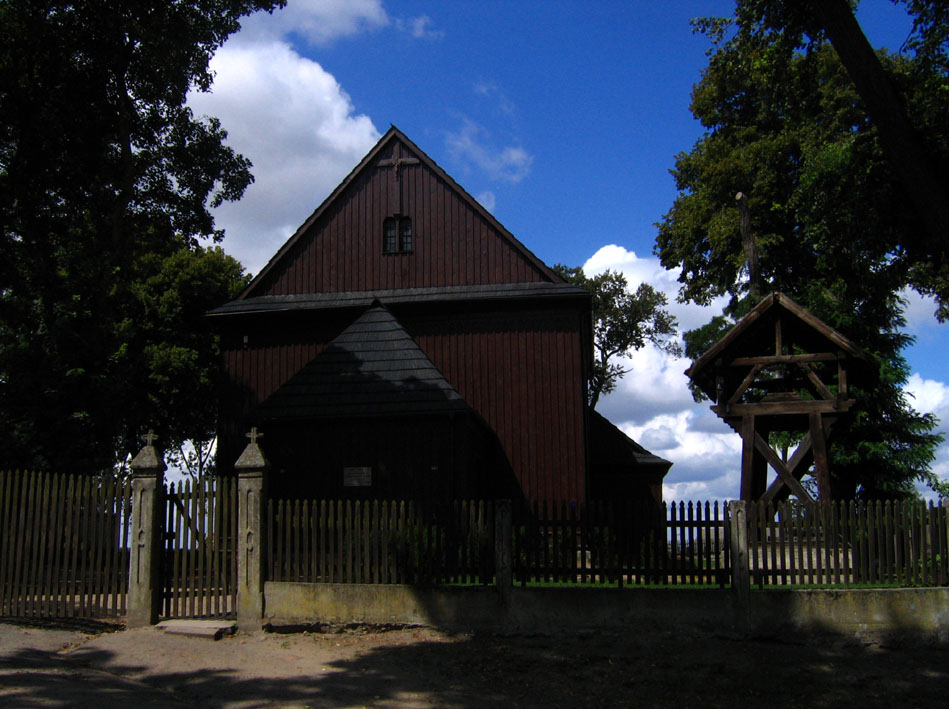
Kościół w Śnieciskach
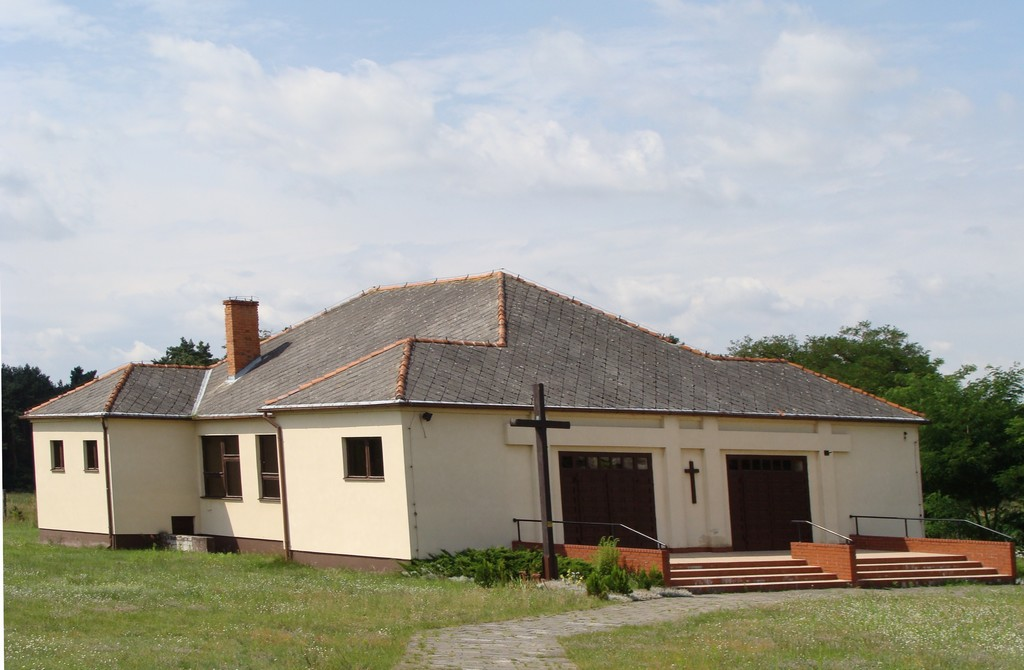
Kościół filialny w Lucinach